# You Don't Know Me (Jax Jones)
You Don't Know Me è un singolo del DJ britannico Jax Jones, pubblicato il 9 dicembre 2016 come secondo estratto dal primo EP Snacks.

## Descrizione
Il brano, che vede la partecipazione della cantante britannica Raye, implementa nella base un campionamento tratto da Body Language di M.A.N.D.Y. e dei Booka Shade. Musicalmente You Don't Know Me è stata descritta dalla critica specializzata come una canzone dance pop e house.

## Video musicale
Il video musicale, diretto da Rémy Cayuela, è stato reso disponibile su YouTube il 3 marzo 2017.

## Tracce
Testi e musiche di Timucin Lam, Rachel Keen, Janee Bennett, Walter Merziger, Arno Kammermeier, Peter Hayo, Patrick Bodmer, Uzoechi Emenike e Phil D. Young.
Download digitale
1. You Don't Know Me (feat. Raye) – 3:33

Download digitale – Dre Skull Remix
1. You Don't Know Me (feat. Raye & Spice) – 3:34

## Successo commerciale
In madrepatria il singolo ha raggiunto la 3ª posizione nella Official Singles Chart datata al 2 febbraio 2017, dopo aver venduto 53 310 copie. In questo modo è diventata la seconda top ten di Jones e la prima di Raye.

## Classifiche

### Classifiche settimanali
| Classifica (2017) | Posizione massima |
| ----------------- | ----------------- |
| Australia         | 12                |
| Austria           | 7                 |
| Belgio (Fiandre)  | 2                 |
| Belgio (Vallonia) | 2                 |
| Canada            | 70                |
| Danimarca         | 6                 |
| Finlandia         | 10                |
| Francia           | 2                 |
| Germania          | 3                 |
| Irlanda           | 3                 |
| Italia            | 9                 |
| Lussemburgo       | 5                 |
| Norvegia          | 7                 |
| Nuova Zelanda     | 35                |
| Paesi Bassi       | 8                 |
| Polonia           | 12                |
| Portogallo        | 14                |
| Regno Unito       | 3                 |
| Repubblica Ceca   | 10                |
| Slovacchia        | 9                 |
| Slovenia          | 27                |
| Spagna            | 19                |
| Svezia            | 6                 |
| Svizzera          | 5                 |
| Ungheria          | 8                 |

### Classifiche di fine anno
| Classifica (2017) | Posizione |
| ----------------- | --------- |
| Australia         | 54        |
| Austria           | 43        |
| Belgio (Fiandre)  | 7         |
| Belgio (Vallonia) | 7         |
| Danimarca         | 22        |
| Francia           | 22        |
| Germania          | 20        |
| Italia            | 27        |
| Paesi Bassi       | 32        |
| Polonia           | 48        |
| Regno Unito       | 10        |
| Svezia            | 51        |
| Svizzera          | 23        |
| Ungheria          | 42        |

## Date di pubblicazione
| Paese                 | Data di pubblicazione | Formato                      | Etichetta           | Note   |
| --------------------- | --------------------- | ---------------------------- | ------------------- | ------ |
| Mondo                 | 9 dicembre 2016       | Download digitale, streaming | Polydor             | [ 45 ] |
| Italia                | 27 gennaio 2017       | Contemporary hit radio       | Universal           | [ 46 ] |
| Stati Uniti d'America | 21 marzo 2017         | Contemporary hit radio       | Polydor, Interscope | [ 47 ] |